# Pelastoneurus heteroneurus
Pelastoneurus heteroneurus är en tvåvingeart som först beskrevs av Macquart 1850.  Pelastoneurus heteroneurus ingår i släktet Pelastoneurus och familjen styltflugor. Inga underarter finns listade i Catalogue of Life.